# Catí
Pour les articles homonymes, voir CATI.
Catí (en valencien et en castillan) est une commune d'Espagne de la province de Castellón dans la Communauté valencienne. Elle est située dans la comarque de l'Alt Maestrat et dans la zone à prédominance linguistique valencienne.

## Géographie

Localisation de Catí
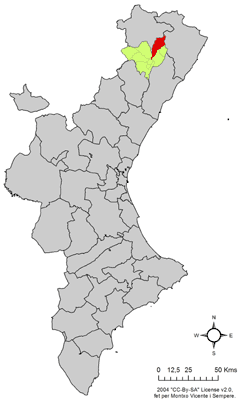
dans la Communauté valencienne.
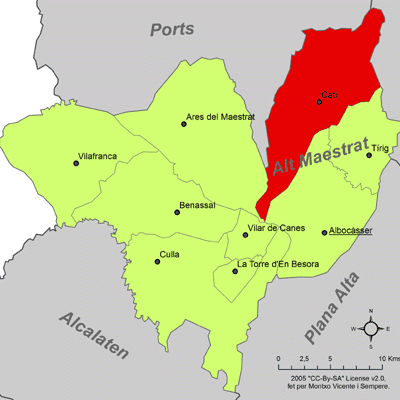
dans la comarque de l'Alt Maestrat.

La commune de Catí est située à 661 mètres d'altitude, au milieu d'une ample vallée que s'appelle "le corridor de Catí", dans la comarque de l'Alt Maestrat, géographiquement à la limite entre els Ports, comarque à laquelle elle appartient historiquement, et le Baix Maestrat, au centre de la zone montagneuse qui unit els ports de Morella avec les montagnes du Maestrazgo (sierra de Vallivana, el tosal de la Nevera et de la Barbuda).

### Hameaux
Catí possède les hameaux suivants :
- L'Avellà.
- Hostal del Mestre.
- Masía Costereta.
- Masía d'En Ramón.
- Masía de Evaristo.
- Masía de Gatella.
- Masía de Jaime Vicente.
- Masía de Roblasco.
- Masía de Segarra de Arriba.
- Masía Font Nova.

### Localités limitrophes
Le territoire de Catí est voisin des localités suivantes :
Ares del Maestre, Morella, Chert, Tírig, Salsadella et  Albocácer toutes dans la province de Castellón.

## Histoire

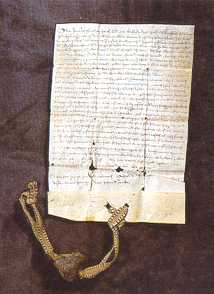
Carta Puebla

Le 25 janvier 1239, Blasco de Alagón accorda une charte de repeuplement pour Catí, à Ramón de Bocona et à quarante autres hommes, fait qui fut confirmé par le roi Jacques Ier le Conquérant, le 5 novembre 1243. D'après les noms de ces premiers habitants, on peut supposer qu'ils venaient des terres de Lleida. Après avoir obtenu la possession du village d'Onda, Ramón de Bocona va vendre son bien de Catí à En Ramon Castellà en 1268. L'an 1374, Jaume Castellà va vendre de nouveau Catí à la ville de Morella.
Catí a participé à tous les évènements historiques qui ont vu la participation de la cité de Morella. Ainsi, les hommes de Catí ont pris part à la conquête de Mers el Kebir, Oran et Bougie, dans le bateau du Bayle de Morella. La ville de Catí, associée aux autres villages, a commencé en 1292 un procès contre Morella, qui ne s'est conclu qu'en 1691. À l'issue de ce procès, il leur fut concédée l'indépendance.

## Population
| 1900  | 1950  | 1970  | 1981  | 1990 | 1992 | 1994 | 1996 | 1998 |
| ----- | ----- | ----- | ----- | ---- | ---- | ---- | ---- | ---- |
| 2 332 | 1 588 | 1 102 | 1 006 | 971  | 931  | 923  | 912  | 897  |

| 2000 | 2002 | 2004 | 2005 | - | - | - | - | - |
| ---- | ---- | ---- | ---- | - | - | - | - | - |
| 869  | 855  | 853  | 857  | - | - | - | - | - |

## Administration
| Liste des maires |                        |       |         |
| Période          | Identité               | Parti | Qualité |
| 1979-1983        | Eugenio Puig Puig      | UCD   | -       |
| 1983-1987        | Aurelio Beltrán Sancho | UCD   | -       |
| 1987-1991        | Juan Gozalbo Gómez     | PP    | -       |
| 1991-1995        | José Roca García       | PP    | -       |
| 1995-1999        | José Roca García       | PP    | -       |
| 1999-2003        | José Roca García       | PP    | -       |
| 2003-2007        | José Roca García       | PP    | -       |
| 2011-            | Manuel Puig Puig       | PP    | -       |

## Économie
Au cours des siècles, l'industrie la plus répandue a été dans Catí celle de la fabrication de tissus de laine. Pour cela, un nombre considérable d'habitants travaillaient  en les métiers de tondeurs, cardeurs, et tisserands ainsi que dans ceux du commerce. La richesse que les gens de Catí de la Renaissance ont accumulée en pratiquant commerce, était telle que leurs fils ont pu fréquenter diverses universités européennes de leur temps.
Au XVIe siècle, Catí comptait plus de neuf mille têtes de bêtes. Aujourd'hui, comme hier, sont réputés les produits que l'on obtient sous forme de agneaux et chevreaux que l'hôtellerie de la zone s'applique à préparer avec un grand succès. Une installation moderne dotée des avancées techniques dans la élaboration des fromages, commercialise le lait des troupeaux, sans avoir abandonné ni son élaboration traditionnelle, ni la présentation sous laquelle ils sont vendus dans les marchés. Les fromages de Catí se consomment en des lieux très éloignés du village.

## Patrimoine
Le centre ancien du XIIIe siècle, a été déclaré Conjunt Historic-artístic le 7 mars 1979. Le 22 octobre 2004, il a été donné à tout le patrimoine historique de la localité le BIC (Bé d'Interes cultural). Le développement urbain de la commune a été conditionné par l'inclinaison du terrain orientée vers le midi. Situées entre deux sources, la Font Vella et la Font Nova reliées par la carrer Major, les premières habitations sont élevées sur la partie orientale et supérieure de la pente. Il s'agit de rues étroites et tortueuses dans lesquelles aux XIIIe et XIVe siècles, on trouvait le four, le cimetière, l'église, la Casa del Delme et la Casa de la Vila. Plus tard, la commune a grandi du côté nord-ouest avec des rues larges, depuis la rue de Sant Roc jusqu'à la Font Nova.
Au XVe siècle, le village était protégé par un mur qui a été réparé en 1462. Le mur était ouvert de différentes portes ayant la forme d'arcs en plein cintre. Il a été supprimé au début du XXe siècle, entre 1922 et 1932. Jusqu'à la fin du XXe siècle, Catí a gardé sa structure médiévale. La commune a ensuite grandi selon les nouvelles nécessités tout en conservant en partie la structure médiévale.

### Monuments civils

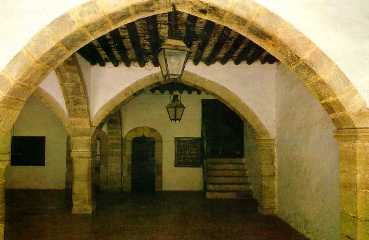
Casa de la Vila

Catí possède de beaux édifices médiévaux comme les maisons du célèbre marchand Jerónimo Martí, de Matías Roca, du Bayle, d'Antonio Mateu, de En Galiá, de Alfaro, et del Hort de Masó, construites entre les XVe et XVIIe siècles.
- Casa de la Vila

Édifiée en 1428, c'est un édifice très notable dont les piliers ont été faits par le tailleur de pierre Jaime Sans. Elle a été construite sous la direction de Bernat Turó, de Traiguera. Dans son salon principal au cours des siècles se sont tenues les réunions du Conseil. On y a représenté des comédies. Riche plafond à caissons.
- Casa Miralles

Elle a été construite pour Ramón Sanjuán en 1455. Séparée de la Casa de la Villa par le callejón del viento, elle est l'œuvre du tailleur de pierre Pedro Crespo.

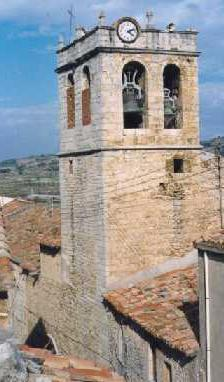
Clocher

- Casa de los Montserrat
- Casa de Joan Espígol

### Monuments religieux
- Église paroissiale :

Située au centre du village, elle date du XIVe siècle.

Elle renferme d'importantes œuvres d'art. Elle possède un des meilleurs retables peints au XVe siècle, et qui est de la main de l'artiste renommé valencien Jacomart, peintre du roi Alphonse V. Le clocher, situé dans la calle Mayor, domine tout le village. 
- Chapelle de la Virgen del Pilar
- Chapelle de Santa Ana
- Chapelle de San Vicente